# Cupid Deluxe
Cupid Deluxe es el segundo álbum de estudio de Dev Hynes como Blood Orange, siendo la continuación de su álbum de estudio debut Coastal Grooves (2011). El álbum fue publicado el 18 de noviembre de 2013 en Reino Unido, y fue liberado a nivel mundial una semana antes en iTunes, el 12 de noviembre de 2013.
Entre álbumes, Hynes ha escrito y producido música para artistas como Solange, Sky Ferreira, MKS, y más.
Cupid Deluxe muestra un paladar auditivo más expansivo que el lanzamiento anterior Coastal Grooves, al tiempo que conserva la sensibilidad pop que Hynes ha mostrado desde sus días en Test Icicles y Lightspeed Champion. El álbum presenta muchas apariciones especiales, incluidas las actuaciones de David Longstreth (Dirty Projectors), Caroline Polachek (Chairlift), Samantha Urbani (Friends), Clams Casino, Despot, Adam Bainbridge (Kindness), Skepta y más. El álbum se transmitió en su totalidad en el propio canal de YouTube de Hynes el 5 de noviembre de 2013.
Hablando sobre el álbum, Hynes dijo que estaba inspirado en «La ciudad de Nueva York, la Gran Manzana. Viví en Brooklyn durante algún tiempo y finalmente di el salto a Manhattan. Así que gran parte del disco trata sobre eso, transiciones, transiciones de la vida. Pasar de una posición estable a una posición inestable. Algo por lo que todos hemos pasado».
Pitchfork Media ocupó el puesto 35 entre sus 200 mejores álbumes del artículo de la década de 2010.

## Lista de canciones
Todas las canciones escritas y compuestas por Devonté Hynes, excepto "Always Let U Down" written by Paul Draper y Dominic Chad. 
| Edición estándar |                           |          |  |
| N.º              | Título                    | Duración |  |
| 1.               | «Chamakay»                | 4:20     |  |
| 2.               | «You're Not Good Enough»  | 4:21     |  |
| 3.               | «Uncle ACE»               | 4:17     |  |
| 4.               | «No Right Thing»          | 4:11     |  |
| 5.               | «It Is What It Is»        | 5:07     |  |
| 6.               | «Chosen»                  | 6:45     |  |
| 7.               | «Clipped On» (con Despot) | 3:11     |  |
| 8.               | «Always Let U Down»       | 5:14     |  |
| 9.               | «On the Line»             | 5:07     |  |
| 10.              | «High Street»             | 2:58     |  |
| 11.              | «Time Will Tell»          | 5:39     |  |

«Always Let U Down» es un cover de la canción «I Can Only Disappoint U» interpretado por la agrupación de rock alternativo de Inglaterra Mansun, desprendido de su álbum Little Kix (2000).